# Дамасий I
Дамасий I (именуемый также Дамас; лат. Damasus I; 300 — 11 декабря 384) — епископ Рима с 1 октября 366 года по 11 декабря 384 года. Первый из римских епископов стал называть себя папой (лат. papas).

## Ранние годы
Дамасий был сыном Антония, священника церкви Святого Лаврентия (San Lorenzo) в Риме, и Лаврентии. Родился либо в Лузитании на Пиренейском полуострове, либо в самом Риме. Годы его молодости пришлись на правление императора Константина I, который издал Миланский эдикт (313), предоставивший свободу вероисповедания христианам во всех частях Римской империи. Император Лициний отказался признать этот эдикт, что привело к гражданской войне в 324 году и последующему христианскому религиозному превосходству в Константинополе. Это стало основой будущего соперничества Престола Константинополя с Римским престолом. Дамасию в эти годы было порядка 24 лет.
Когда папа Либерий был изгнан императором Констанцием II в 354 году, Дамасий был архидиаконом римской церкви и сопровождал Либерия в ссылку, хотя сразу после этого вернулся в Рим.

## Кризис преемственности
После смерти Либерия среди духовенства возник конфликт. Часть населения Рима и духовенства выступила за избрание Урсина, часть была за Дамасия. На основе данных, сообщаемх античными авторами (в частности, Аммианом Марцеллином, согласно которому (Amm. Marc. XXVII.3.11—13) в одной из базилик, «где совершаются отправления христианского культа, однажды найдено было 137 трупов убитых людей», павших жертвой сторонников Дамасия), историк Келли утверждает, что Дамасий нанял банду головорезов, которые штурмовали Базилику Юлиана, где засели сторонники Урсина, во время борьбы 160 сторонников Урсина погибло. Масштаб борьбы был таков, что были призваны два префекта города, чтобы восстановить порядок, и после первой неудачи они изгнали Урсина в Галлию. Урсин вернулся, чтобы продолжить борьбу, но вновь был сослан.
На синоде в 378 году Урсин был осужден, а Дамасий объявлен истинным папой. Антипапа продолжал интриговать против Дамасия в последующие годы и безуспешно пытался возродить свои претензии после смерти последнего.

## Папство
В 380 году император Феодосий I своим Фессалоникийским эдиктом объявил ортодоксальное христианство официальной религией. Причем в эдикте исповедание веры, которого придерживался Дамас (наряду с александрийским епископом Петром), было обозначено как критерий истинного православия. Пользуясь поддержкой императора, Дамасий I вёл борьбу как против иных течений христианства (арианство), так и против нехристианских религий. Для этого языческому пантеону был противопоставлен пантеон христианских мучеников, в том числе культ Святого Петра. Дамасий активно занимался церковным строительством. При нём были приведены в порядок христианские катакомбы.
Дамасий I поручил Св. Иерониму Стридонскому начать перевод Библии, который впоследствии стал известен как Вульгата. Заменил в литургии греческий язык латынью. Сохранилась официальная переписка Дамасия.

## Отношения с другими христианскими церквями
В 381 году император Феодосий I созвал в Константинополе церковный Собор с приглашением восточных епископов. Дамасия на собор не пригласили, так как император не задумывал этот собор как Вселенский. Собор осудил арианство, признал епископа Константинополя вторым по достоинству после епископа Рима и запретил епископам одной церкви вмешиваться в дела другой христианской церкви. С первым решением Дамасий был согласен, а против второго и третьего протестовал. Его позицию проигнорировали.
После смерти был канонизирован. Память в Католической Церкви — 11 декабря.